# Вуж-рибалка червоноплямистий
Вуж-риба́лка червоноплями́стий (Xenochrophis trianguligerus) — неотруйна змія з роду Вуж-рибалка родини Вужеві.

## Опис
Загальна довжина сягає 1,35 м. Голова трохи витягнута, дещо стиснута з боків. Тулуб стрункий. Спинна луска кілевата. Це один з найкрасивіших представників роду. Характерною особливістю служать помаранчево-червоні або помаранчево-жовті плями з боків, відокремлені один від одного чорними поперечними смужками. Ці смужки нерідко мають виражену трикутну форму, за яку вид і отримав свою латинську назву. Спинна сторона тулуба і голова оливково-зелені або оливково-коричневі. Яскраві плями з боків чітко окреслені не у всіх особин, іноді вони представлені лише кольоровими ділянками шкіри між зеленою лускою, які стають добре помітні лише тоді, коли змія «надувається».

## Спосіб життя
Полюбляє рівнинні первинні ліси. Активний удень. Веде напівводний спосіб життя. Харчується рибою, жабами, нерідко поїдає кладки жаб'ячої ікри.
Це яйцекладна змія. Самка відкладає до 10 яєць.

## Розповсюдження
Мешкає на території наступних країн: Бруней, М'янма, Індія, Камбоджа, Лаос, В'єтнам, Малайзія, Сінгапур, Таїланд, а також на більшості островів Індонезії.